# Mantidactylus madecassus
Mantidactylus madecassus es una especie de anfibios de la familia Mantellidae.
Es endémica de Madagascar.
Su hábitat natural incluye montanos tropicales o subtropicales secos, praderas tropicales o subtropicales a gran altitud, ríos y áreas rocosas.
Está amenazada de extinción por la pérdida de su hábitat natural.